# Desinfektionsnebenprodukt
Desinfektionsnebenprodukte (DNP) entstehen durch chemische Reaktionen zwischen organischen und anorganischen Stoffen in Wasser während des Desinfektionsprozesses von Wasser.

## Nebenprodukte chlorbasierter Desinfektionsmittel
Desinfektionsmittel wie Chlor und Chloramin sind starke Oxidationsmittel, die in Wasser eingebracht werden um pathogene Mikroben zu zerstören, geschmacks- und geruchsbildende Verbindungen zu oxidieren und einen Desinfektionsmittelrest zu bilden, so dass Wasser den Verbraucher sicher vor mikrobieller Kontamination erreichen kann. Diese Desinfektionsmittel können mit natürlich vorkommenden Fulvin-, Humin-, Aminosäuren und anderen natürlichen organischen Stoffen sowie mit Iodid- und Bromidionen reagieren, um eine Reihe von DNP zu erzeugen, wie beispielsweise Trihalogenmethane (THM), Halogenessigsäuren (HAAs), Bromat, Chlorit und so genannten „entstehende“ DNP wie Halogennitromethane, Halogenacetonitrile, Halogenamide, Halogenfuranone, Iodsäuren wie Iodessigsäure, Iodtrihalogenmethane, Nitrosamine und andere.
Chloramin ist in den USA zu einem populären Desinfektionsmittel geworden, von dem es nachgewiesen wurde, dass es N-Nitrosodimethylamin (NDMA) erzeugt, das ein mögliches Humankarzinogen ist, sowie hoch genotoxische iodierte DNP, wie Iodessigsäure, wenn Iodid in der Wasserquelle vorhanden ist.
Restchlor und andere Desinfektionsmittel können auch innerhalb des (Ab-)Wassernetzes weiter reagieren. Sowohl durch weitere Reaktionen mit gelösten natürlichen organischen Stoffen als auch mit in den Rohrleitungen vorhandenen Biofilmen. Neben der starken Beeinflussung durch die Arten von organischen und anorganischen Stoffen im Quellwasser variieren die Arten und Konzentrationen der DNP je nach Art des verwendeten Desinfektionsmittels, der Desinfektionsmitteldosis, der Konzentration an natürlichem organischem Material und Bromid/Iodid die Zeit seit der Dosierung (d. h. Wasseralterung), Temperatur und pH-Wert des Wassers.
In Schwimmbädern, in denen Chlor verwendet wurde, wurden Werte von Trihalogenmethanen gemessen, die im Allgemeinen unter dem derzeitigen EU-Standard für Trinkwasser (100 Mikrogramm pro Liter) liegen. Es wurden Konzentrationen von verschiedenen Trihalogenmethanen (hauptsächlich Chloroform) von bis zu 0,43 ppm gemessen. Darüber hinaus wurde in der Luft über Schwimmbädern Trichloramin nachgewiesen und es wird vermutet, dass dadurch Asthma bei Profischwimmern erhöht ist. Trichloramin wird durch die Reaktion von Harnstoff (aus Urin und Schweiß) mit Chlor gebildet und verleiht dem Hallenbad seinen unverwechselbaren Geruch.

## Nebenprodukte nicht chlorbasierter Desinfektionsmittel
Bei der Desinfektion und Aufbereitung von Trinkwasser werden mehrere starke Oxidationsmittel eingesetzt, von denen viele auch die Bildung von DNP verursachen. Ozon produziert beispielsweise Ketone, Carbonsäuren und Aldehyde einschließlich Formaldehyd. Bromid in Quellwässern kann durch Chlor (bzw. Hypochlorit) und Ozon über Hypobromit in Bromat umgewandelt werden, ein Karzinogen, das in den USA reguliert wird, sowie andere bromierte DNP.
Da die Vorschriften für etablierte DNP wie THM und HAA verschärft werden, werden Trinkwasseraufbereitungsanlagen auf alternative Desinfektionsmethoden umstellen müssen. Diese Änderung wird die Verteilung der DNP-Klassen ändern.

## Auftreten
DNP sind in den meisten Trinkwasserversorgungen enthalten, die einer Chlorung, Chloraminierung, Ozonierung oder einer Behandlung mit Chlordioxid unterzogen wurden. Es gibt viele hundert DNP in behandeltem Trinkwasser und mindestens 600 wurden identifiziert. Das geringe Niveau vieler dieser DNP, zusammen mit den analytischen Kosten für das Testen von Wasserproben bedeutet, dass in der Praxis nur eine Handvoll DNP tatsächlich überwacht wird. In zunehmendem Maße wird festgestellt, dass die Genotoxizitäten und Zytotoxizitäten vieler nicht überwachungspflichtiger DNP (insbesondere iodierter, stickstoffhaltiger DNP) vergleichsweise viel höher sind, als die üblicherweise in der entwickelten Welt überwachten DNP (THM und HAAs).

## Gesundheitsgefahren
Epidemiologische Studien haben die Zusammenhänge zwischen der Exposition gegenüber DNP im Trinkwasser mit Krebs, nachteiligen Geburtsergebnissen und Geburtsfehlern untersucht. Metaanalysen und gepoolte Analysen dieser Studien haben konsistente Assoziationen für Blasenkrebs und für Babys, die „klein bezogen auf das Reifealter“ geboren wurden, gezeigt, nicht jedoch für angeborene Anomalien (Geburtsfehler). Fehlgeburten wurden auch in einigen Studien berichtet. Das mutmaßlich verantwortliche Mittel ist jedoch in den epidemiologischen Studien nicht bekannt, weil die Anzahl der DNP in einer Wasserprobe hoch ist und Expositionssurrogate wie Überwachungsdaten eines bestimmten Nebenprodukts (oft insgesamt Trihalogenmethane) anstelle einer detaillierteren Exposition verwendet werden.
Die Weltgesundheitsorganisation hat erklärt, dass das Todesrisiko durch Krankheitserreger mindestens 100 bis 1.000 mal höher sei als das Krebsrisiko durch Desinfektionsnebenprodukte und dass das Krankheitsrisiko durch Krankheitserreger mindestens 10.000 bis 1 Million Mal höher sei als das Krebsrisiko durch Desinfektionsnebenprodukte.

## Regulierung und Überwachung
Die US-amerikanische Umweltschutzbehörde (Environmental Protection Agency) hat Höchstkontaminationswerte (Maximum Contaminant Levels, MCLs) für Bromat, Chlorit, Halogenessigsäuren und Gesamt-Trihalogenmethane (TTHM) festgelegt. In Europa wird durch die Richtlinie (EU) 2020/2184 (Trinkwasserrichtlinie) der Gehalt an TTHM auf 100 Mikrogramm, an Bromat auf 10 Mikrogramm, an Halogenessigsäuren (HAA5) auf 60 Mikrogramm und der Gehalt von Chlorit auf 0,25 mg pro Liter festgelegt. Die Weltgesundheitsorganisation hat Richtlinien für mehrere DNP aufgestellt, darunter Bromate, Bromdichlormethan, Chlorat, Chlorit, Chloressigsäure, Chloroform, Chlorcyan, Dibromacetonitril, Dibromchlormethan, Dichloressigsäure, Dichloracetonitril, NDMA und Trichloressigsäure.